# Liste d'élections en 1845
Chronologie des élections
- 1841
- 1842
- 1843
- 1844
- 1845
- 1846
- 1847
- 1848
- 1849

Cet article recense les élections organisées durant l'année 1845.

Dans les années 1830, le Royaume-Uni, les États-Unis, la république du Texas, la France, la Norvège, la Belgique, l'Espagne et le Portugal procédaient à des consultations (contraignantes) nationales régulières, toutes au suffrage censitaire masculin.
Les années 1840 ont vu s'y adjoindre le Liberia (en 1840), la Valachie (1843), la Grèce (1844), la Hongrie (1847) et la Suisse (1848.)

## Élections nationales en 1845
| Date                               | État             | Élection ou référendum                    | Contexte                            | Résultat |
| ---------------------------------- | ---------------- | ----------------------------------------- | ----------------------------------- | --- |
| 1er juillet 1844 - 4 novembre 1845 | États-Unis       | Législatives (chambre (en) et sénat (en)) |                                     | Cette section est vide, insuffisamment détaillée ou incomplète. Votre aide est la bienvenue ! Comment faire ? |
| 1845                               | Pérou            | Présidentielle (es)                       |                                     | Cette section est vide, insuffisamment détaillée ou incomplète. Votre aide est la bienvenue ! Comment faire ? |
| 1er avril                          | Nouvelle-Grenade | Présidentielle                            |                                     | Cette section est vide, insuffisamment détaillée ou incomplète. Votre aide est la bienvenue ! Comment faire ? |
| 2 mai                              | Luxembourg       | Législatives                              |                                     | Cette section est vide, insuffisamment détaillée ou incomplète. Votre aide est la bienvenue ! Comment faire ? |
| 10 juin                            | Belgique         | Législatives (nl)                         |                                     | Cette section est vide, insuffisamment détaillée ou incomplète. Votre aide est la bienvenue ! Comment faire ? |
| 1er octobre - 10 novembre          | Bavière          | Législatives (de)                         | Élections de la cinquième mandature | Cette section est vide, insuffisamment détaillée ou incomplète. Votre aide est la bienvenue ! Comment faire ? |
| 8 décembre                         | Équateur         | Présidentielle (es)                       |                                     | Cette section est vide, insuffisamment détaillée ou incomplète. Votre aide est la bienvenue ! Comment faire ? |
| 1845                               | Équateur         | Législatives (es)                         |                                     | Cette section est vide, insuffisamment détaillée ou incomplète. Votre aide est la bienvenue ! Comment faire ? |

## Élections en subdivisions nationales en 1845
Cette section concerne les élections législatives dans un État fédéré, une subdivision territoriale ou une colonie d'un État souverain, ainsi que leurs principaux référendums.
| Date                      | Subdivision | État                     | Élection ou référendum | Contexte                            | Résultat |
| ------------------------- | ----------- | ------------------------ | ---------------------- | ----------------------------------- | --- |
| 1er octobre - 10 novembre | Bavière     | Confédération germanique | Législatives (de)      | Élections de la cinquième mandature | Cette section est vide, insuffisamment détaillée ou incomplète. Votre aide est la bienvenue ! Comment faire ? |